# Chronik des Bürgerkriegs in Syrien 2022
Die Chronik des Bürgerkriegs in Syrien 2022 erfasst die Ereignisse des Bürgerkriegs in Syrien im Jahr 2022.

## Januar
Am 2. Januar 2022 erfolgten mehrere russische Luftangriffe, unter anderem auf eine Pumpstation, welche für Wasserversorgung zuständig war, in der von Islamisten kontrollierten Region Idlib. Einen Tag darauf wurden bei einem Raketenangriff auf Armeetransporter fünf syrische Soldaten getötet, zwanzig weitere wurden verletzt. Die Terrororganisation IS reklamierte den Angriff für sich.
Am 13. Januar wurde im sogenannten Al-Khatib-Prozess als weltweit erstem Folterprozess gegen ein ehemaliges Mitglied der syrischen Sicherheitskräfte, Anwar Raslan, aufgrund von Verbrechen gegen die Menschlichkeit, vom Oberlandesgericht Koblenz, zu einer lebenslangen Haftstrafe verurteilt.
IS-Terroristen griffen am 20. Januar das von den SDF kontrollierte Gefängnis Ghwajran in Hassakeh an und versuchten mehrere hundert Mitglieder ihrer Terrororganisation zu befreien, beim anfänglichen Angriff kamen mehr als 20 kurdische Sicherheitskräfte und etwa 40 IS-Kämpfer ums Leben. Nach schweren Gefechten konnte der Angriff am 27. niedergeschlagen werden. Im Gefängnis waren 3000 Menschen inhaftiert, darunter 600 Minderjährige. Insgesamt wurden während der Gefechte 181 Menschen getötet, darunter 124 Dschihadisten, 50 SDF-Kämpfer und sieben Zivilisten. Etwa 200 IS Häftlinge konnten entkommen. Bei den Gefechten kamen nach Angaben von Hilfsorganisationen auch Minderjährige ums Leben.

## Februar
Am 2. Februar flogen türkische Kampfflugzeuge mehrere Angriffe auf Stellungen kurdischer Kämpfer der YPG und angeblich auch der PKK in Nordsyrien. Die türkische Regierung begründete die Luftschläge mit Selbstverteidigung. Bei den Luftangriffen wurden Munitionslager getroffen, mindestens vier Menschen kamen ums Leben.
In der Nacht auf den 3. Februar gelang den US-amerikanischen Spezialkräften in der Region Idlib eine Luftlandeoperation mit Hubschraubern, bei der Abu Ibrahim al-Haschimi al-Kuraschi, der Anführer der Terrormiliz IS, zu Tode kam, indem er sich und seine Familie in die Luft sprengte. Al-Kuraschi war seit Herbst 2019 der neue Anführer der Terrororganisation und wird von der US-Regierung als einer der Hauptverantwortlichen für den Völkermord an den Jesiden 2014 ausgemacht. Nach vorliegenden Informationen war er auch für den wenige Wochen zuvor erfolgten Angriff auf das Gefängnis in Hassakeh verantwortlich.
Bei der dreistündigen Operation wurden 13 Menschen getötet, US-Soldaten kamen jedoch nicht zu Schaden.

## März
Nachdem Russland am 24. Februar 2022 die Ukraine überfiel wurde der Krieg in Syrien Anfang März, in dem Russland den Machthaber Baschar al-Assad unterstützt, von vielen Experten  als Blaupause und Vorbereitung für den Krieg in der Ukraine bezeichnet. So konnten laut Weltspiegel neue Waffensysteme und Taktiken, auch auf Kosten der Zivilbevölkerung, getestet und verbessert werden, welche dann auch gegen die Ukraine zum Einsatz kamen. Militärexperten meinten, dass sich die Taktik in der Ukraine und Syrien gleiche. Zudem war mehrmals von zehntausenden freiwilligen Kämpfern aus Syrien die Rede, welche Russland in der Ukraine unterstützen wollten. Putin selbst sprach von 16.000 Kämpfern. Eindeutig verifizieren oder belegen ließen sich diese Behauptungen jedoch nicht.
Am 10. März bestätigte auch der IS durch ihren Sprecher Abu Omar al-Muhajer den Tod von Al-Kuraschi und gab dessen Nachfolger als Abu al-Hassan al-Hashimi al-Kuraschi bekannt. Es wird nicht angenommen, dass die beiden Al-Kuraschis verwandt sind. Al-Kuraschi ist kein tatsächlicher Nachname, sondern bezieht sich auf den Stamm der Quraish dem der Prophet Mohammed angehörte. Mit diesen Namen versuchen sich die Anführer des IS zu legitimieren, da sie sich als direkte Nachfahren Mohammeds sehen. Es war der erste offizielle Kommentar der bewaffneten Gruppe über einen ihrer Anführer.

## April
Am 1. April holte die Bundesregierung zehn Anhängerinnen des IS mit ihren 27 Kindern aus dem Flüchtlingslager Roj in Nordsyrien nach Deutschland zurück. Gegen vier der Frauen wurde sofort ein Haftbefehl des Generalbundesanwalts erlassen, gegen den Rest wird noch ermittelt. Die Frauen müssen sich voraussichtlich vor allem aufgrund von Verbrechen gegen die Menschlichkeit verantworten. Hauptziel sei es bei der Rückholung vor allem gewesen, den Kindern der Frauen ein sicheres Leben in Deutschland zu ermöglichen.
Eine türkische Offensive gegen kurdische Kämpfer, angeblich der PKK angehörig, welche auch in Syrien aktiv sein soll, wurde am 18. April bekannt. Das türkische Verteidigungsministerium gab bekannt, dass Kampfjets, Hubschrauber und bewaffnete Drohnen eingesetzt werden. Zudem seien Bodentruppen im Einsatz. Mindestens 19 kurdische Kämpfer seien dabei getötet worden. Ein PKK-Sprecher im Irak sagte der Nachrichtenagentur AFP, es gebe „intensive Kämpfe“ zwischen der türkischen Armee und dem militärischen Flügel der PKK. Die Vereinbarkeit der Aktion mit dem Völkerrecht ist umstritten.
Am 27. April wurde vom syrischen Verteidigungsministerium bekannt gegeben, dass mindestens vier Soldaten bei einem israelischen Raketenangriff nahe Damaskus getötet worden seien. Laut der Syrischen Beobachtungsstelle für Menschenrechte griff Israel unter anderem ein Munitionsdepot und andere Militärstellungen an, die mit dem Iran in Verbindung stehen. Die Angaben der Organisation ließen sich von unabhängiger Seite nicht überprüfen.
Ein Video, welches zeigt wie syrische Regierungstruppen koordinierte Erschießungen an etwa 40 Zivilisten verüben, wurde Report Mainz am 29. April zugespielt. Die Kriegsverbrechen sollen sich am 16. April 2013 in Damaskus ereignet haben.

## Mai
Am 10. Mai fand eine Geberkonferenz der EU in Brüssel statt bei welcher Syrien 2,5 Mrd. Euro für humanitäre Hilfe und Versorgung zugesichert wurden. Der deutsche Staatsminister im Auswärtigen Amt, Tobias Lindner, sagte dabei  für Deutschland 1,053 Milliarden Euro zu. Sprecher mahnten, den Konflikt in Syrien im Angesicht des Krieges in der Ukraine nicht zu vergessen.

## Juli
Am 10. Juli 2022 lief eine Regelung aus; seitdem ist es den Vereinten Nationen nicht mehr möglich, humanitäre Hilfsgüter wie Lebensmittel, Medizin oder Trinkwasser über die syrisch-türkische Grenze in die Regionen des Landes zu bringen, die Baschar al-Assad nicht kontrolliert.
Am 8. Juli hatte die russische Regierung mit ihrem Veto einen von Norwegen und Irland eingebrachten Entwurf blockiert, der eine Verlängerung für sechs Monate vorsah, und eine Verlängerung um weitere sechs Monate, sofern der UN-Sicherheitsrat nicht anders entscheide. Nach einer Einschätzung der FAZ will Staatspräsident Putin erreichen, dass Assad mehr Kontrolle über die humanitäre Hilfe bekommt und möchte alle sechs Monate neue Forderungen stellen können. Nach Aussagen aus der lokalen Verwaltung droht in betroffenen Gebieten eine „unkontrollierbare Hungersnot“.

## August
Am 19. August wurden bei einem Raketenangriff auf einen Markt in al-Bab im Gouvernement Aleppo neun Menschen getötet und 28 weitere verletzt.

## September
Am 1. September feuerten laut der Syrischen Beobachtungsstelle für Menschenrechte Jets der israelischen Luftwaffe vier Raketen auf den internationalen Flughafen in Aleppo ab und trafen die Landebahn und mehrere Lagerhäuser, die angeblich iranische Raketen enthalten. Die syrische Regierung meldete keine Opfer.
Am 8. September wurden bei Luftangriffen im Gouvernement Idlib sieben Menschen getötet und zwölf weitere verletzt.
Am Morgen des 17. September wurden fünf syrische Soldaten bei Raketenangriffen der israelischen Luftwaffe in der Nähe von Damaskus getötet. Die syrische Luftverteidigung hatte einige der Raketen abgefangen. Die Raketen wurden vom Nordosten des Sees Genezareth abgefeuert und zielten auf den internationalen Flughafen von Damaskus und einige Orte südlich von Damaskus. Die palästinensische Hamas verurteilte den israelischen Angriff. Einige Tage vorher hatte sie eine Erklärung über die Wiederherstellung der Beziehungen zu Syrien abgegeben.

## Oktober
Im Zuge der US-Geführten Intervention im syrischen Bürgerkrieg wurden am 6. Oktober bei einem Luftangriff der United States Air Force und einem Hubschrauberangriff zwei hochrangige Führer des Islamischen Staates in Qamischli getötet, darunter der stellvertretende Führer des Islamischen Staates in Syrien. Das CENTCOM sagte, dass bei der Operation weder US-Militärangehörige noch Zivilisten getötet oder verletzt worden sein.
Am 7. Oktober erschossen bewaffnete Männer den Medienaktivisten Muhammad Abdul Latif, auch bekannt als Abu Ghannoum, und seine Frau in der Stadt al-Bab. Die Dritte Legion, angeführt von der Levante-Front, stellte am 10. Oktober fest, dass eine Gruppe von Kämpfern der Hamza-Brigade für die Tötung verantwortlich war, was zu Zusammenstößen führte. Die Dritte Legion startete am Abend einen Angriff auf die Hamza-Division, vertrieb die Hamza-Division aus al-Bab und eroberte das Hauptquartier der Gruppe am Rande der Stadt. Am 12. Oktober schlossen sich weitere Gruppen den Kämpfen an, darunter Haiʾat Tahrir asch-Scham (HTS) und Ahrar al-Sham auf Seiten der Hamza-Division und der Befreiungs- und Aufbaubewegung und Überreste der Harakat Nour al-Din al-Zenki auf der Seite der Dritten Legion. Die Scheinlegion öffnete die Straße zwischen Afrin und dem Gouvernement Idlib und erlaubte der HTS, in Afrin einzudringen, am 12. Oktober die Kontrolle über Dschindires zu übernehmen und in die Stadt Afrin einzudringen. Die Levante-Front zog sich von Afrin in Richtung Aʿzāz zurück. Am 13. Oktober eroberte HTS die Dörfer Sennarah, Anqalah und Marwaniyah in Sheikh Hadeed in der Nähe von Afrin und griff das Dorf Kafr Jannah an, wurde jedoch von Kämpfern der Levante-Front zurückgeschlagen. 5 HTS-Kämpfer wurden bei dem Angriff getötet. Darüber hinaus wurde ein Kämpfer der Ahrar al-Sham bei Zusammenstößen mit Dschaisch al-Islam in der Stadt Susyan im ländlichen Al-Bab getötet.
Als eine Bombe in einem Militärbus in der Nähe von Damaskus explodierte, wurden am 13. Oktober achtzehn Soldaten getötet und 20 weitere verletzt.
Am 27. Oktober führte Israel Luftangriffe in der Nähe von Damaskus durch und tötete vier pro-iranische Kämpfer.

## November
Am 6. November beschossen syrische Regierungstruppen ein Flüchtlingslager im von Rebellen gehaltenen Nordwesten. Dabei töteten sie sechs Menschen und verwundeten Dutzende.
Am 8. November starteten unidentifizierte Kampfflugzeuge Luftangriffe gegen vom Iran unterstützte Milizen an der irakisch-syrischen Grenze, einschließlich in der Nähe des Grenzübergangs Al-Qa'im, wobei Berichten zufolge mindestens 25 Menschen getötet wurden. Auch Treibstofftanker, die iranisches Benzin in den Libanon transportierten, wurden getroffen. Ein hochrangiger US-Beamter bestätigt, dass die Angriffe von einer „nicht identifizierten Partei“ in der Gegend durchgeführt wurden.
Am 13. November startete Israel Raketenangriffe auf den Militärflugplatz asch-Schaʿirat im Gouvernement Homs. Dabei wurden zwei Soldaten getötet und drei weitere verletzt, so das syrische Staatsfernsehen.
Am 20. November starteten die türkischen Luftstreitkräfte eine Reihe von Luftangriffen gegen die kurdisch geführten demokratischen Kräfte Syriens (SDF), auf eine Positionen des syrischen Heeres in Rojava und gegen die Arbeiterpartei Kurdistans (PKK) in der autonomen Region Kurdistan. Diese erfolgten, nach dem Bombenanschlag in Istanbul am 13. November 2022, für diesen die Türkei die kurdischen Nationalisten verantwortlich machte. Die Syrische Beobachtungsstelle für Menschenrechte berichtete, dass mindestens 35 Menschen getötet wurden, darunter 18 Kämpfer und 16 syrische Soldaten. Am 21. November tötete ein Raketenangriff auf die türkische Grenzstadt Karkamış drei Menschen, darunter ein Kind. Innenminister Süleyman Soylu gab kurdischen Militanten in Syrien die Schuld und schwört eine „starke Reaktion“. Kurdische Gruppen haben bestritten, hinter dem Angriff zu stehen. Ein türkischer Soldat wurde getötet und sieben Polizisten verletzt, nachdem der Grenzübergang Bab al-Hawa von mutmaßlichen kurdischen Militanten beschossen wurde. Der türkische Präsident Recep Tayyip Erdoğan drohte, als Reaktion auf die Raketenangriffe auf türkisches Territorium eine Bodenoperation in Nordsyrien und im irakischen Kurdistan zu starten. Am 24. November setzte der Oberbefehlshaber der demokratischen Kräfte Syriens, Mazlum Kobanê Militäroperationen gegen den Islamischen Staat aus, um sich auf die Vorbereitungen auf eine türkische Bodeninvasion in Nordsyrien zu konzentrieren.
Am 30. November gab das United States Central Command bekannt, dass die Freie Syrische Armee den Kalifen des Islamischen Staats Abū l-Hasan al-Hāshimī al-Qurashī während einer Operation im Gouvernement Darʿā Mitte Oktober getötet hat. Sein Nachfolger wurde Abū l-Husayn al-Husaynī al-Qurashī.

## Dezember
Am 5. Dezember fanden laut der Syrische Beobachtungsstelle für Menschenrechte Proteste in der Stadt Atabrib im Gouvernement Aleppo, statt, nachdem ein türkisches Militärfahrzeug  eine Frau und ein Kind überfahren und getötet hatte, während es eine Patrouille mit einer lokalen Rebellengruppe durchführte.
Am 7. Dezember gab die Türkei den kurdisch geführten Demokratischen Kräften Syriens ein Ultimatum, ihre Kämpfer innerhalb von zwei Wochen aus Manbidsch, Tall Rifaat und Kobanê abzuziehen oder sich einer Militäraktion zu stellen. Ein türkischer Beamter sagte, dass Russland und die Vereinigten Staaten über die Frist informiert wurden.
Am 26. Dezember wurden sechs Mitglieder der Demokratischen Kräfte Syriens während eines Hinterhalts von fünf Bewaffneten des Islamischen Staates in Ar-Raqqa getötet und weitere wurden verletzt. Einer der Angreifer wurde dabei getötet und ein anderer verhaftet.
Am selben Tag wurden sechs von der Türkei unterstützte Militante der Nationalen Befreiungsfront während eines Kampfes mit den Streitkräften der Demokratischen Kräfte Syriens und der syrischen Armee in Aleppo getötet.
Am 28. Dezember hielten die Verteidigungsminister Russlands, Syriens und der Türkei ein trilaterales Treffen in Moskau ab, das erste Treffen zwischen den Verteidigungsministern der Türkei und Syriens seit Kriegsbeginn im Jahr 2011.
Am 30. Dezember wurden zehn Menschen getötet und zwei weitere verletzt, nachdem Bewaffnete des Islamischen Staates gegen einen Bus schossen, der Ölarbeiter in Deir ez-Zor beförderte.